# I THE TENDERNESS
I THE TENDERNESS（アイ・ザ・テンダネス）は日本の2人組ヒップホップユニットである。略称は「ITT」。1999年結成。2005年東芝EMIよりメジャー・デビュー。2006年フォーライフミュージックエンタテイメントに移籍。2008年11月をもって無期限の活動休止。So' FlyのGIORGIO13がプロデュースしているためしばしばコラボレートしている。

## メンバー
- FEROS（1980年2月13日 - ）MC
- U-KI（1979年9月18日 - ）MC

## ディスコグラフィー

### シングル
- Lallipop（2003年10月8日）
- BRUSH Up（2006年5月31日）
- a Life Time（2006年11月1日）

### ミニ・アルバム
- DEPARTURE（2003年5月14日）
- GET UP!（2004年7月21日）
- THIS IS ITT（2005年12月7日）
- Love Dreamers EP（2008年4月16日）

### フルアルバム
- For The Child（2003年12月17日）
- Le Quattro Stagioni（2007年4月4日）

### ベスト・アルバム
- MILLENNIUM BEST（2008年4月16日）

### その他
- @LAS SPLIT-SUMMER PARTY-（2005年5月11日）
  - 「I THE TENDERNESS vs So'Fly」名義
- So'Fly「Soooo'Fly」（2005年7月27日）
  - 5.Oh! Girl feat.I THE TENDERNESS